# The Sting of the Lash
The Sting of the Lash is een Amerikaanse dramafilm uit 1921 onder regie van Henry King. De film werd destijds in Nederland uitgebracht onder de titel Wat een moederhart lijden kan.

## Verhaal
Na het overlijden van haar vader trouwt Dorothy Keith met de jonge goudzoeker Joel Grant. De mijnconcessie van Joel wordt namens een mijnbouwbedrijf ingepikt door haar neef Ben. Terwijl Joel drank gaat smokkelen, gaat Dorothy aan de slag als wasvrouw. De advocaat Rhodes heeft een oogje op Dorothy. Hij biedt Joel werk aan bij het mijnbouwbedrijf, maar hij weigert de baan. Als Joel ermee dreigt om zijn nichtje Crissy met een zweep af te ranselen, laat Dorothy hem opsluiten. Hij wordt gearresteerd voor dranksmokkel en Dorothy krijgt een post bij het mijnbouwbedrijf. Na zijn vrijlating wil Dorothy niet meer met Joel samenleven. Ze leggen het bij, nadat Joel zijn leven heeft gebeterd.

## Rolverdeling
| Acteur            | Personage        |
| ----------------- | ---------------- |
| Pauline Frederick | Dorothy Keith    |
| Clyde Fillmore    | Joel Grant       |
| Lawson Butt       | Rhodes           |
| Lionel Belmore    | Ben Ames         |
| Jack Richardson   | Seeley           |
| Edwin Stevens     | Daniel Keith     |
| Betty Hall        | Crissy (6 jaar)  |
| Evelyn McCoy      | Crissy (10 jaar) |
| Percy Challenger  | Rorke            |